# Creve Coeur (Missouri)
Creve Coeur ist eine Stadt (mit dem Status „City“) im St. Louis County im US-amerikanischen Bundesstaat Missouri und Bestandteil der Metropolregion Greater St. Louis. Das U.S. Census Bureau hat bei der Volkszählung 2020 eine Einwohnerzahl von 18.834 ermittelt.
In Creve Coeur befand sich, bis zu dessen Übernahme durch Bayer, der Sitz des weltweit operierenden Biotech-Konzerns Monsanto.

## Geografie
Creve Coeur liegt im westlichen Vorortbereich von St. Louis auf 38° 40′ N, 90° 25′ W und erstreckt sich über 26,2 km². Die Stadt liegt rund vier Kilometer östlich des Missouri River; der Mississippi, der die Grenze zu Illinois bildet, befindet sich rund 20 km östlich von Creve Coeur.
Die Stadt liegt größtenteils in der Creve Coeur Township, erstreckt sich aber auch in die Missouri River und die Maryland Heights Township.
Angrenzende Orte von Creve Coeur sind Maryland Heights im Norden, Overland im Nordosten, Olivette im Osten, Ladue und Frontenac im Südosten, Town and Country im Süden und Chesterfield im Westen. Das Zentrum der Stadt St. Louis liegt 23 km östlich.

## Verkehr
Durch das Zentrum von Creve Coeur verläuft in Nord-Süd-Richtung die Interstate 270, die Umgehungsstraße von St. Louis. Parallel dazu führt der U.S. Highway 67 durch den Westen des Stadtgebietes. Den nördlichen Stadtrand bildet die Missouri State Route 340. Alle weiteren Straßen sind innerstädtische Verbindungen.
Der Lambert-Saint Louis International Airport liegt 17,4 km nordöstlich von Creve Coeur.

## Demografische Daten
Nach der Volkszählung im Jahr 2010 lebten in Creve Coeur 17.833 Menschen in 7479 Haushalten. Die Bevölkerungsdichte betrug 680,6 Einwohner pro Quadratkilometer. In den 7479 Haushalten lebten statistisch je 2,28 Personen.
Ethnisch betrachtet setzte sich die Bevölkerung zusammen aus 79,9 Prozent Weißen, 7,2 Prozent Afroamerikanern, 0,2 Prozent amerikanischen Ureinwohnern, 10,1 Prozent Asiaten sowie 0,7 Prozent aus anderen ethnischen Gruppen; 1,9 Prozent stammten von zwei oder mehr Ethnien ab. Unabhängig von der ethnischen Zugehörigkeit waren 2,6 Prozent der Bevölkerung spanischer oder lateinamerikanischer Abstammung.
20,9 Prozent der Bevölkerung waren unter 18 Jahre alt, 58,4 Prozent waren zwischen 18 und 64 und 20,7 Prozent waren 65 Jahre oder älter. 51,8 Prozent der Bevölkerung war weiblich.
Das mittlere jährliche Einkommen eines Haushalts lag bei 94.852 USD. Das Pro-Kopf-Einkommen betrug 59.496 USD. 4,7 Prozent der Einwohner lebten unterhalb der Armutsgrenze.

## Söhne und Töchter der Stadt
- Robert Louis Behnken (* 1970), Astronaut
- Michael Scott Engel (* 1971), Paläontologe, Entomologe und Hochschullehrer